# Nidzica
Nidzica (tyska: Neidenburg) är en stad i Ermland-Masuriens vojvodskap i nordöstra Polen.

## Historia
Nidzica var tidigare en kretsstad i preussiska regeringsområdet Allenstein i Ostpreussen, vid Weichsels biflod Neide. 1910 hade orten 5 060 invånare.